# Aporia hippia
Espèce
Aporia hippia est une espèce de lépidoptères (papillons) originaires d'Extrême-Orient, appartenant à la famille des Pieridae et à la sous-famille des Pierinae.

## Morphologie
L'imago d’Aporia hippia est un papillon de taille moyenne, aux ailes de couleur blanche veinées de noir et à l'apex des antérieures arrondi.
Le revers des postérieures peut être jaune très pâle.

## Biologie
Les plantes hôtes de la chenille sont des Berberis, notamment Berberis amurensis et Berberis thunbergii.

## Distribution et biotopes
L'espèce est présente dans le Nord-Est de la Chine (Mandchourie), en Extrême-Orient russe, en Corée et au Japon.
Au Japon, elle réside dans les zones de haute montagne du centre de Honshū.

## Systématique
L'espèce actuellement appelée Aporia hippia a été décrite en 1861 par le naturaliste allemand Otto Bremer, sous le nom initial de Pieris hippia.
Plusieurs sous-espèces sont reconnues :
- Aporia hippia hippia (Bremer, 1861)
- Aporia hippia crataegoides (Lucas, 1866)
- Aporia hippia kreitneri Frivaldsky, 1886
- Aporia hippia thibetana Grum-Grshimailo, 1893
- Aporia hippia japonica Matsumura, 1919
- Aporia hippia occidentalis Bang-Haas, 1927
- Aporia hippia taupingi Bang-Haas, 1933

## Nom vernaculaire
L'espèce est appelée Miyama-siro-cho en japonais.

## Philatélie
Ce papillon figure sur un timbre-poste du Laos de 1986 (valeur faciale : 0,50 k)[réf. souhaitée].